# Grañén

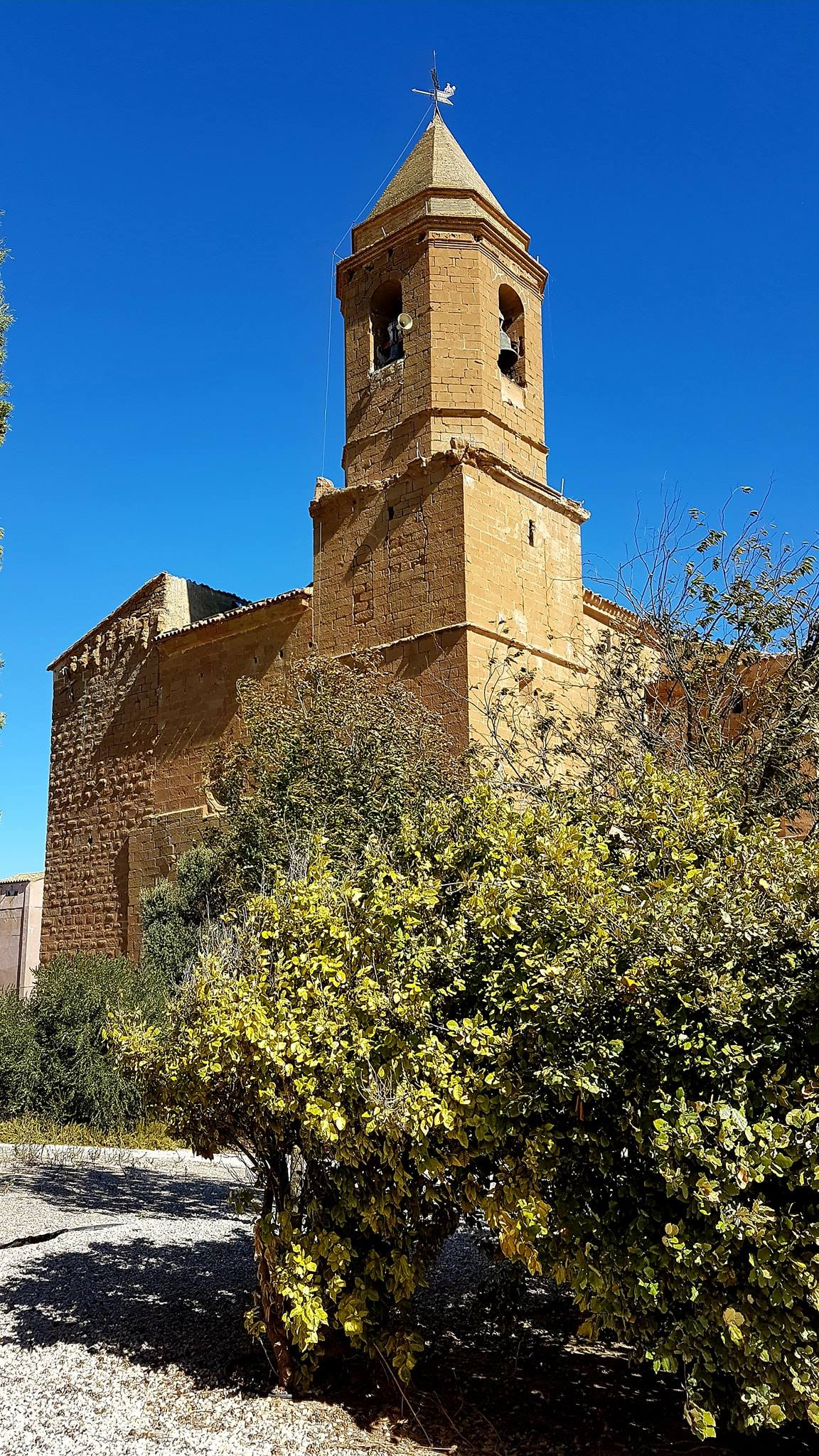
Torre da Igreja Paroquial de Grañén.

Grañén é um município da Espanha na província de Huesca, na comarca de Monegros, comunidade autónoma de Aragão, de área 124 km² com população de 1748 habitantes (2017) e densidade populacional de 14,1 hab/km². A área municipal também compreende as aldés de Callén, Curbe, Fraella e Montesusín. Sito numa pequena elevação sobre a planície dos Monegros, partilha capitalidade com Sariñena na subcomarca do Flumen.
A zona antiga ergue-se sobre uma suave elevação, ao pé da Igreja Paroquial de Santiago e à sombra dos restos do antigo castelo, e domina o núcleo moderno, surgido debaixo na planície e que se estende para a estação de comboios, junto à estrada.
Grañén também é um importante cruzamento de ferrovias, já que por ali passa a ferrovia de Madrid-Barcelona, por Lérida, além das estradas que comunica com Huesca, Tardienta, Tramaced e Salillas, entre outras povoações.
Espalha-se a área municipal por uma vasta planície geográfica da Hoya de Huesca, mas já em terras monegrinas transformadas em novos regadios pelo canal do Flumen; o rio homônimo margeia a zona urbana, que já figurava como vila em 1785.
Grañén mantém ultimamente uma população quase sempre por cima dos 1500 habitantes. No passado, foi merindade de Huesca e depois sobrecolhida, vereda e corregimento. Formou o seu próprio concelho em 1834, com os montes de Curbe, Pompién, Sodeto e Tubo. Entre 1970 e 1980, juntaram-se Callén e Fraella. Conta também como agregados os bairros (novas povoações de colonização) de Montesusín e Curbe.
Enquanto a zona antiga conserva o seu alto sabor, com edifícios de adobe e de lama enfileirada, na sua maioria com fachadas rebocadas e caiadas; a outra zona moderna, debaixo, se caracteriza pelos seus edifícios de vários andares, de tijolos e pelas suas amplas vias publicas, com grandes espaços abertos e zonas ajardinadas. São duas áreas bem diferenciadas e que formam, no entanto, um tudo harmônico.

## Localização e clima
A sua altura média acima do nível do mar é de 332 metros na planície monegrina a norte do Vale do Ebro, perto do rio Flumen. Fica a 23 km de distância de Huesca, a capital da sua província. A sua temperatura média anual é de 14,2 ºC e a sua precipitação anual é de 580 mm.

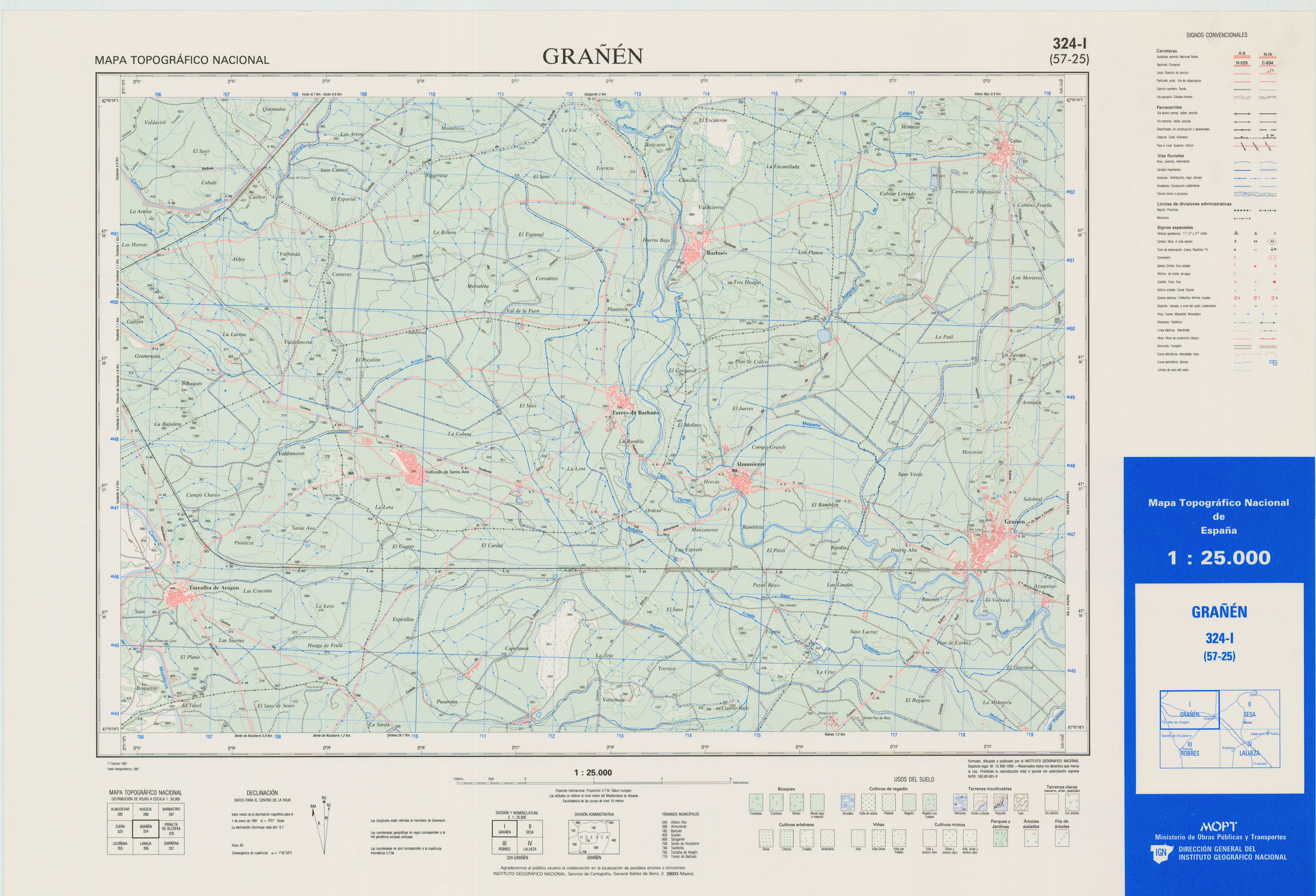
Mapa topográfico de Grañén em espanhol.

## Toponímia
O topônimo "Grañén" mostra a terminação "-én", variante com imala da terminação toponímica  "án", que provém do sufixo latino "-ANUS" indicador de propriedade. Gerhard Rohlfs e Joan Carles Membrado Tena interpretam-no a partir de "GRANIANUS", formado a partir do antropônimo romano "GRANIUS".

## História

### Idade Antiga e Média
De origem romana (o seu nome recorda um terratenente que se chamava Granius), nos primórdios do século XII, pouco depois de se produzir a Reconquista neste lugar, designa-se lugar de realengo. Sancho Iñíguez (conhecido por vezes como Sancio Eneconnes), o seu primeiro Senhor, nomea-se nos documentos da colecção diplomática de Pedro I, estudados e publicados pelo professor Antonio Ubieto. 

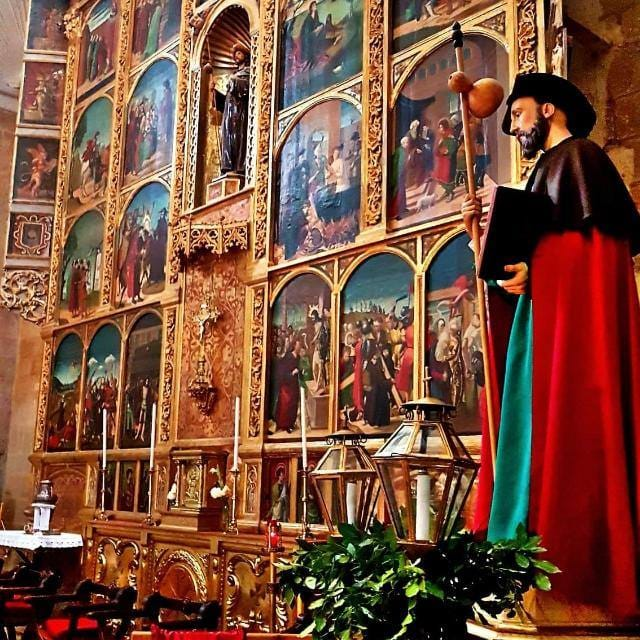
Vista parcial do retábulo e altar-mor da Igreja de Grañén junto à imagem do Apóstolo Santiago Maior.

Em 1198, o Rei Pedro II de Aragão cediu ao bispo Ricardo de Huesca o direito de patronato sobre a igreja de Grañén, e em 1258 Jaime I entregou a Blasco de Maza os castelos e Vilas de Grañén e Robres, que, subsequentemente, foram entregados como senhorias de baronia a Pedro I de Ayerbe, também primeiro barão de Ayerbe e Arnueso. O lugar de Grañén passou a mãos da Coroa Real em 1372 por vontade expressa de Pedro IV de Aragão.

### Idade Moderna e Contemporânea
No século XVI a vila passa a mãos dos poderosos Duques de Villahermosa. De esta época conhece-se que Grañén tinha oitenta casas, sendo um lugar pertencente à Arquidiócese do Serrablo. Em 1560, uma visita à igreja indicou que retábulo maior era ótimo, que tinha um coro e quatro sinos na torre.
A peste atingiu a povoação no século XVIII, salvando-se apenas uma família. Em 1785 consegue a categoria de Vila, ainda que seguia em mãos do Duque de Villahermosa. Crônicas da epoca contam que a igreja era de construção muito antiga e que precisava uma reedificação, já que ameaçava derrubar-se. Ao fim do século, em 1797, a vila contava com 152 casas. Em 1846 foi designado Município Independente.
Durante a Guerra Civil Espanhola, entre os anos 1936 e 1939, em Grañén ergueu-se um acampamento médico que foi o primeiro  dos erguidos na Espanha pelo Spanish Medical Aid Committee ou SMAC nas suas siglas em inglês. Este aparece mencionado num poema de Tom Wintringham titulado "Granien - British Medical Unit".
Em 2011, Grañén ganhou integralmente o primeiro prémio do Sorteio Extraordinário de Natal (em espanhol Sorteo Extraordinario de Navidad), mais conhecido como "El Gordo" (ou seja "O Gordo") da Loteria Nacional da Espanha (em espanhol Lotería Nacional de España). 

## Brasão e bandeira

Bandeira de Grañén com o seu brasão.

Na primeira legislatura democrática e com o impulso do então Vereador Municipal de Cultura e Festas Dom Julián Jesús Castiella Hernández, começou a procura de dados históricos sobre se uma vez a Câmara Municipal tivera brasão heráldico ou bandeira própria, mas esta procura resultou infrutuosa.
Com a orientação de afamados historiadores tais como D. Antonio Durán, D. Federico Balaguer ou D. Adolfo Castillo Genzor, se realizou o primeiro esboço, baseando-o nos brasões das casas aristocráticas que de alguma maneira e ao longo da sua história tiveram relação com a jurisdição grañenense: a Casa Gurrea (no século XIV), a Casa Torrellas (no século XV) e o Ducado de Villahermosa (no século XVI), e o símbolo identificativo do Sinal Real.
Com este enfoque, decide-se fazer uma composição do campo cortado com apenas a parte superior partida, de modo que no primeiro quartel se coloca a insígnia da Casa Torrellas, que, segundo García Ciprés, nos seus estudos sobre linhagens aragonesas, são num quartel de esmalte azure três torres de argento mal ordenadas (ou seja, uma acima, duas debaixo); no segundo quartel, o da Casa Gurrea, num quartel com esmalte gules, há dois lobos em palo e passantes. No terceiro quartel, aparece a insígnia do Sinal Real. No timbre mostra-se a Coroa Real.
A bandeira resulta ser de fundo azure em memória histórica dos povos celtas e com uma listra de argento, que o atravessa em diagonal de acima à direita abaixo à esquerda como símbolo de paz e pureza.

## Demografia
Segundo os dados publicados pelo Instituto Nacional de Estatística o 1 de janeiro de 2019, o número de habitantes atual em Grañén era 1762, nove habitantes mais do que no ano 2018. No gráfico seguinte pode-se ver quantos habitantes teve Grañén desde começos do século XX até o ano 2019.

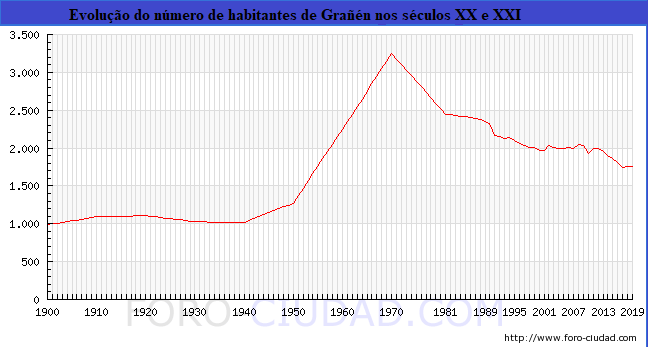
Evolução do número de habitantes de Grañén.

Em relação ao lugar de nascimento da população de Grañén, segundo os dados publicados pelo Instituto Nacional de Estatística procedentes do recenseamento municipal do ano 2018, o 22,70% (398) dos habitantes domiciliados no Município de Grañén nasceram no município mencionado, o 64,18% emigraram a Grañén de diferentes lugares da Espanha, o 43,30% (759) de outros municípios da província de Huesca, o 9,70% (170) de outras províncias d'a comunidade de Aragão, o 11,18% (196) de outras comunidades autónomas e o 13,12% (230) emigraram a Grañén de outros países.

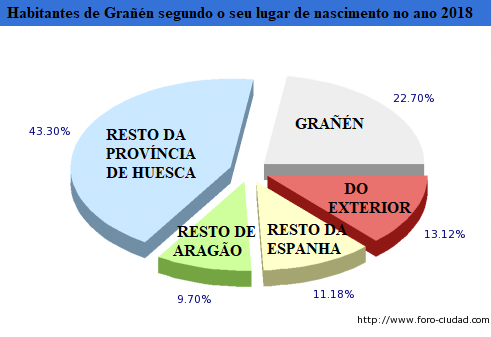
Habitantes de Grañén segundo o seu lugar de nacimiento no ano 2018.

## Economia

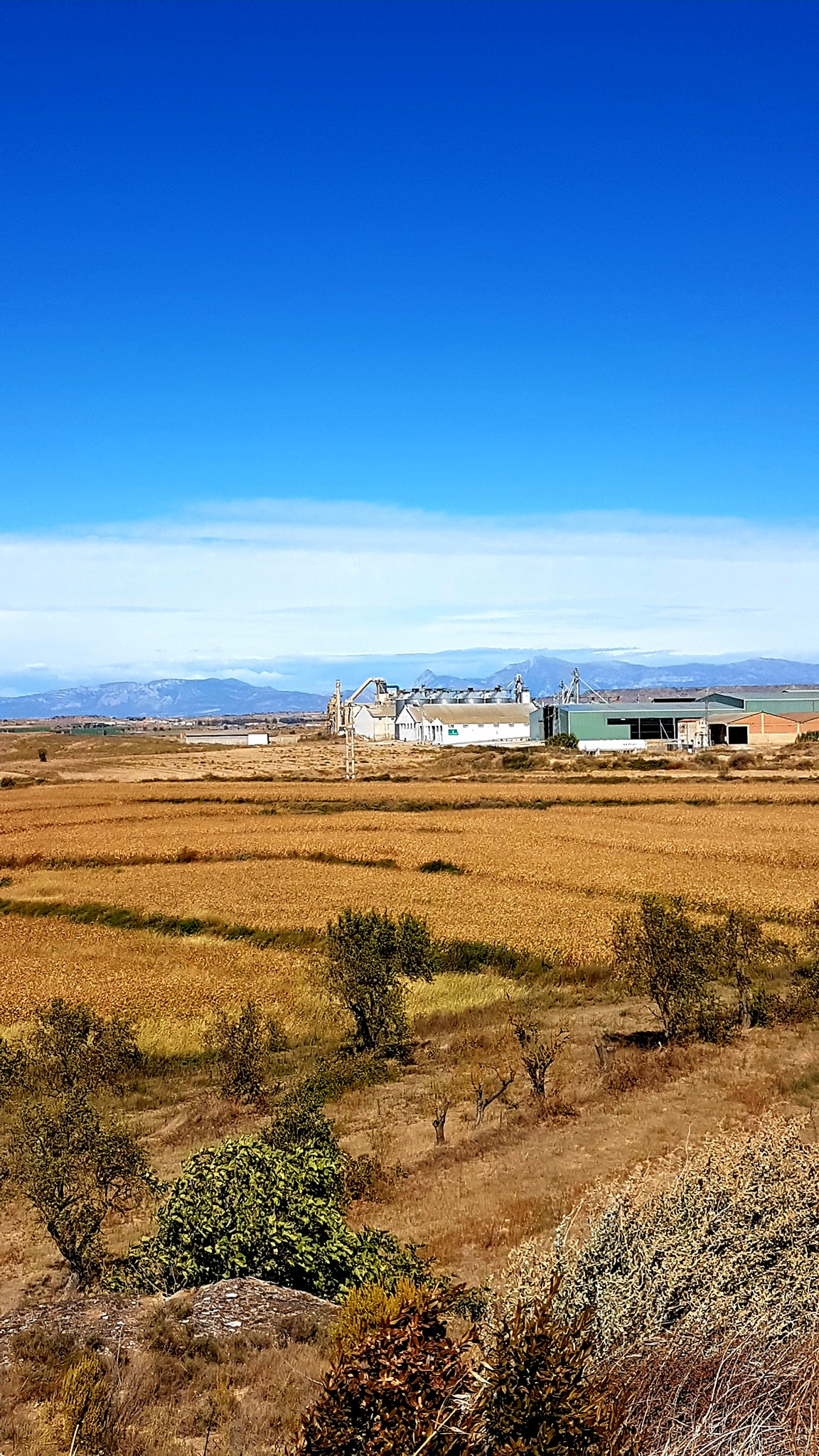
Campos e indústrias de Grañén.

### Agricultura
A mecanização do campo supôs o abandono do arado romano, do trilho, das sofridas bestas de carga e dos velhos atadeiros, que foram substituidos pelos potentes tratores, mas também supôs um aumento da produção agrícola.
Podriamos assegurar que quase exclusivamente o produto mais comum na comarca é o cereal, exceto as zonas de horta de beira para o consumo próprio. O cereal clássico como o trigo e a cevada deixaram um amplo vazio para o cultivo de arroz.

### Pecuária
Este setor é o que, nos últimos tempos, mais fonte de riqueza teve, sendo ao longo de estes anos o que melhor se adaptou a novas correntes comerciais. A chegada dos regadios junto à produção de forragem foram reduzindo a dependência exterior. A dedicação a esta atividade circunscrevia-se basicamente ao ambulante de plantão que se aproximava periodicamente. Contudo, hoje, graças às integrações, se conseguiu que essas explorações, seja de ciclo aberto, seja de ciclo fechado, familiares ou associadas, se convertessem em industriais, onde um atacadista fornece todo o necessário e o integrado contribui com o seu trabalho. Ao mesmo tempo, se gerou no mercado uma demanda de alguns produtos como frangos, porcos, e evidentemente, coelhos, devida à explosão das dietas de carne com baixo colesterol e baixa gordura.

### Indústria
A estrutura industrial local a começos do século passado, como na maioria das povoações com características similares a Grañén, teve um incipiente florescer com a chegada do comboio. Desde os anos 50 do século XX houve muitas empresas de grande envergadura que decidiram se estabelecer ou abrir filiais em Grañén, como Leche Ram, Gránulos Diana, Almacenes Barluenga, Harinas Arnau, Precon S.A., Tragsa, Nivelcampo, Alvisa, Hormigones Grañén, Harinas Carmelina, Talleres Villafranca, Talleres Pamplona, Magdalenas Aldeana, entre outras. Contudo, recentemente muitas de estas empresas ou filiais fecharam, como aconteceu com a fábrica de laticínios Leche Ram, que nos anos 80, com uma reestruturação empresarial, se centralizou e fechou a sua filial em Grañén.

### Serviços e comércio
Na área municipal de Grañén, nos últimos anos, intensificou-se o setor serviços e, portanto, grande parte da população de Grañén se dedica hoje em dia a este setor. Assim, negócios, bares, restaurantes, hotéis e pensões, administração pública, bancos e caixas económicas e uma longa lista de empregos se geram pela demanda de serviços.

## Património

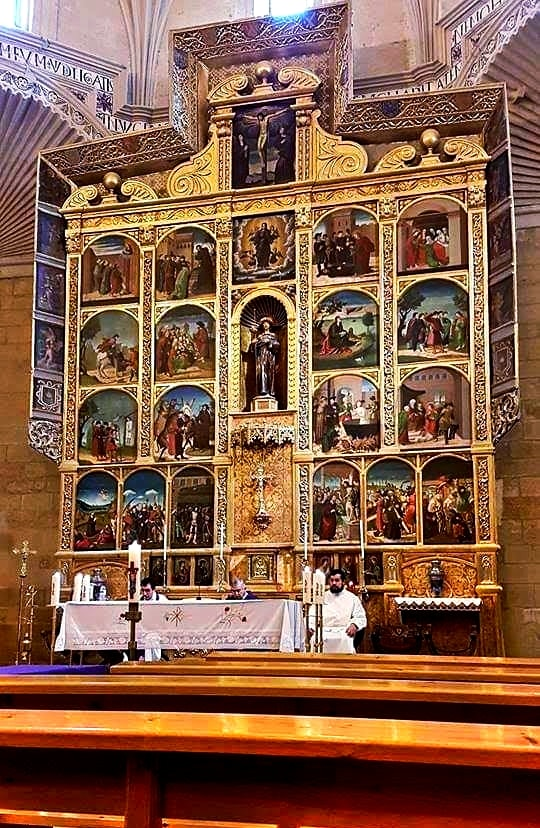
Retábulo de Grañén.

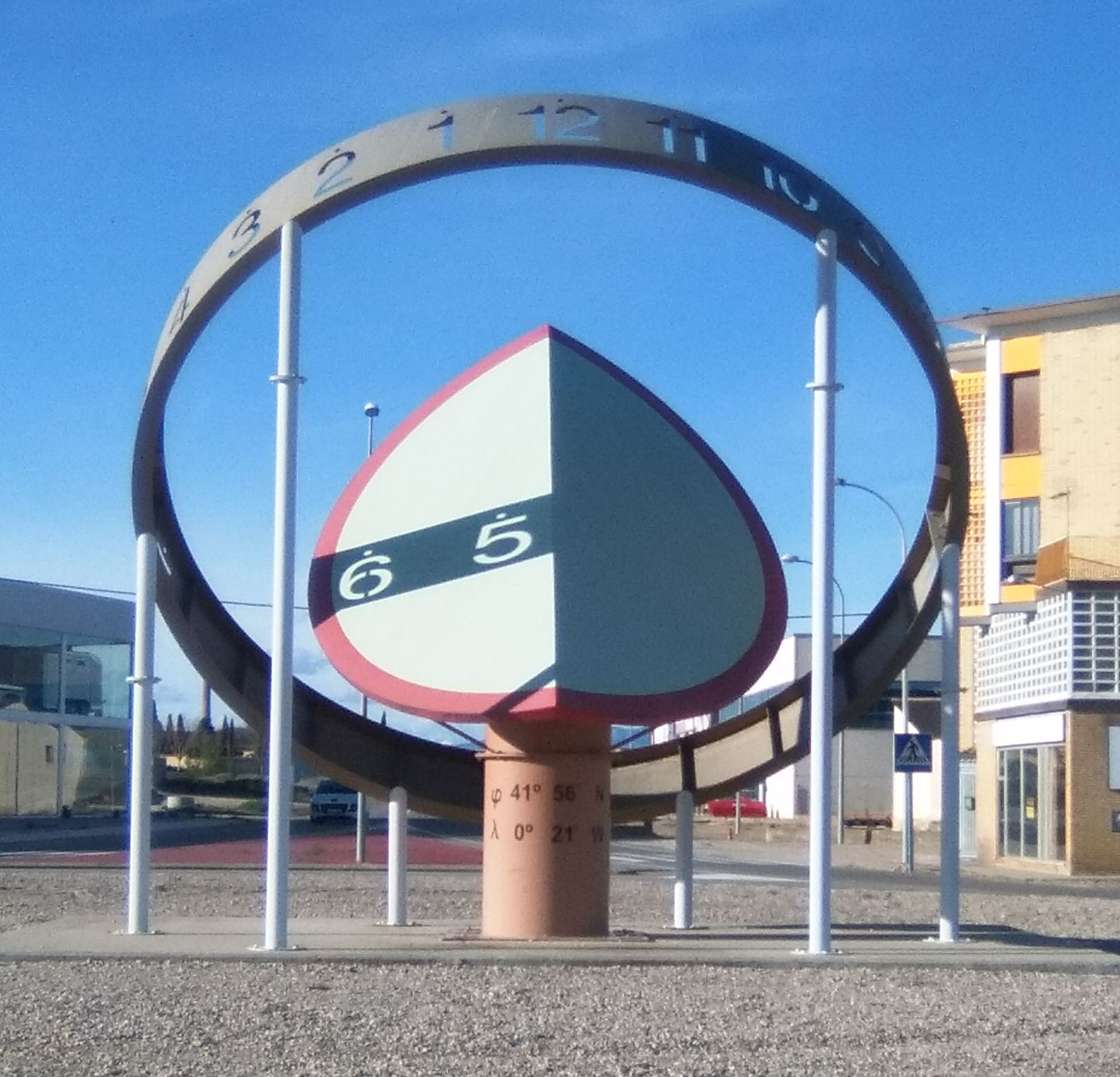
Relógio de sol de Grañén, o mais grande de Europa.

A zona antiga de Grañén ergue-se sobre uma suave elevação, ao pé da Igreja Paroquial de Santiago e à sombra dos restos do antigo castelo.
A Igreja Paroquial de Santiago Apóstolo é um templo do século XVI onde se misturam elementos góticos e renascentistas. Tem uma planta de cruz latina com cabeceira poligonal de três panos. O seu interior acolhe um retábulo renascentista realizado por Pedro de Aponte e Cristóbal de Cardeñosa, datado de 1511, que decora o altar-mor.
Junto ao núcleo urbano ficam as ruínas da Ermida de São Julião (em castelhano Ermita de San Julián), que era uma construção modesta de uma nave sozinha com um telhado de duas águas. Hoje o prédio fica praticamente demolido, mas há um projeto para construir uma ermida nova.
Também, o 7 de janeiro de 2010, se inaugurou em Grañén o relógio de sol mais grande da Europa e, segundo palavras da Conselheira de Ciência, Tecnologia e Universidade do Governo de Aragão de então, Pilar Ventura, "talvez o mais grande do mundo". O relógio mostra uma estrutura de aço de mais de seis metros de diâmetro e quase cinco toneladas de peso. Consta de um anel com a efígie dos números cortados no metal para se refletirem na parte do diedro, além de pranchas em ângulo onde se assinala a hora. Esta forma permite o seu uso para explicar geometria e os movimentos da Terra, o que o converte num instrumento com grande capacidade didáctica e de divulgação científica. O relógio financiou-se com fundos do projeto governamental Plan E e realizou-se com a intenção de que se converta num elemento emblemático da localidade de Grañén.

## Fauna

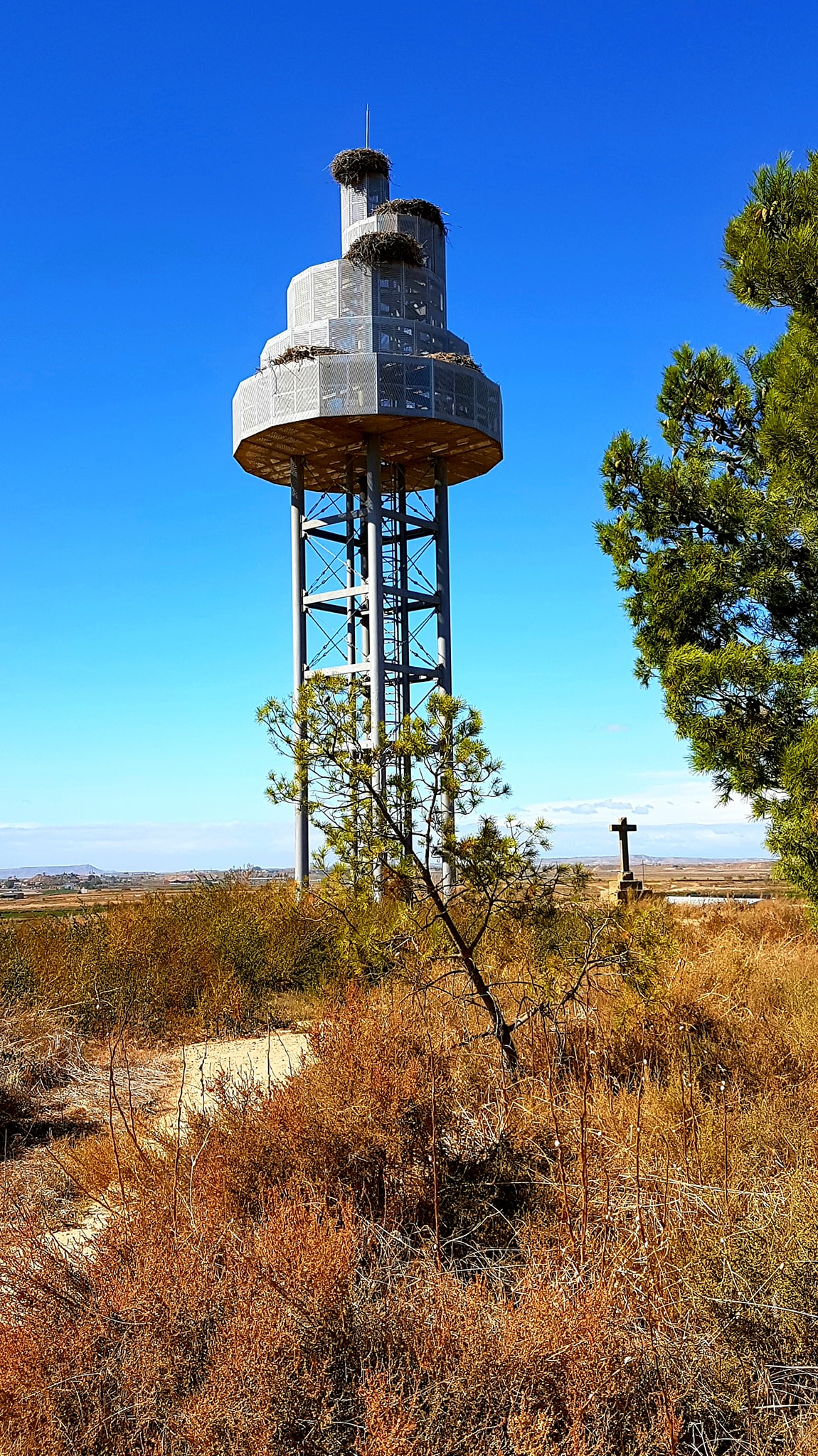
Torre metálica para acomodar os ninhos de cegonha na Cruceta (vista ao fundo), Grañén.

Além das numerosas aves que singram os céus de Grañén, como os pardais-domésticos, as andorinhas, os andorinhões-pretos, os pintassilgos, as pegas-rabudas ou as gralhas-pretas, entre outras... destacam as rapinantes, como as águias e os gaviões-da-Europa; e as carniceiras, como os abutres.
Mas sobre tudo destacam-se as cegonhas, já que estas estão presents nas cinco zonas urbanas que compõem o município:
- Em Grañén podemos observar numerosos casais que montaram os seus ninhos na torre e telhado da Igreja Paroquial de Santiago Apóstolo. Também há um ninho localizado na inclinada torre da olaria, além de muitos ninhos espalhados situados nos postes de eletricidade ou nos tetos dos silos empresariais. Atualmente, montou-se na vizinhança da denominada Cruceta uma grande torre que almeja acomodar os muitos ninhos que se proliferam por Granyén para que estas aves não degradem o telhado da igreja.[10]

- Em Callén, os ninhos das cegonhas estão instalados numa armação artificial no topo do morro que se localiza em plena zona urbana, donde dominam visualmente a planície que circunda esta localidade, além de dar uma imagem própria e inconfundível de Callén.[10]

- Em plena zona urbana de Montesusín podemos achar várias nidificaciões, tanto na torre e no teto da Igreja da Mercê, nos abetos da Praça de Espanha, na torre de transformação elétrica e nas árvores do Escola Rural Agrupada la Sabina.[10]

- Em Curbe, o ninho das cegonhas situa-se na esbelta torre da Igreja Paroquial de Santa Teresa.[10]

- E em Fraella, podemos achar o ninho das cegonhas sobre o campanário da igreja románica de São Nicolau de Bari.[10]

Pelo outro lado, as espécies cinegéticas por antonomásia do municipio, abundantes antigamente, são a perdiz, a codorniz e a lebre.
Entre as espécies que povoam o rio Flumen, destacam o barbus, a carpa, a perca, o lúcio, o Chondrostoma toxostoma e o lagostim de rio, que é em perigo de extinção pela ação das espécies predadoras como o lagostim-vermelho.

## Administração

### Repartição de vereadores
| Eleições municipais               |      |      |      |      |      |      |      |      |      |      |      |
| Partido                           | 1979 | 1983 | 1987 | 1991 | 1995 | 1999 | 2003 | 2007 | 2011 | 2015 | 2019 |
| Partido Popular                   | -    | -    | -    | 3    | 4    | 3    | 2    | 4    | 4    | 5    | 6    |
| Partido dos Socialistas de Aragão | -    | 3    | 3    | 4    | 4    | 6    | 6    | 6    | 4    | 4    | 3    |
| Partido Aragonês                  | -    | 3    | -    | -    | -    | 2    | 1    | 1    | 1    | -    | -    |
| Independentes                     | 6    | 5    | -    | -    | -    | -    | 2    | -    | -    | -    | -    |
| Esquerda Unida                    | -    | -    | 4    | 3    | 3    | -    | -    | -    | -    | -    | -    |
| Centro Democrático e Social       | -    | -    | 4    | 1    | -    | -    | -    | -    | -    | -    | -    |
| União de Centro Democrático       | 5    | -    | -    | -    | -    | -    | -    | -    | -    | -    | -    |
| Total                             | 11   | 11   | 11   | 11   | 11   | 11   | 11   | 11   | 9    | 9    | 9    |

### Últimos presidentes da câmara de Grañén
| Legislatura         | Presidente                                        | Partido | Partido |
| ------------------- | ------------------------------------------------- | ------- | ------- |
| 1979-1982 1983-1983 | Esteban Abadía Ereza Vicente Manuel Conte Laborda | Ind.    |         |
| 1979-1982 1983-1983 | Esteban Abadía Ereza Vicente Manuel Conte Laborda | Ind.    |         |
| 1983-1987           | Vicente Manuel Conte Laborda                      | Ind.    |         |
| 1987-1991           | José María Escartín Lapeña                        | CDS     |         |
| 1991-1995           | Ramón Nasarre Grúas                               | PSOE    |         |
| 1995-1999           | Ramón Nasarre Grúas                               | PSOE    |         |
| 1999-2003           | Ramón Nasarre Grúas                               | PSOE    |         |
| 2003-2007           | Esteban Juan Antonio Rodríguez Laírla             | PSOE    |         |
| 2007-2011           | Esteban Juan Antonio Rodríguez Laírla             | PSOE    |         |
| 2011-2015           | Carlos Sampériz Enguita                           | PP      |         |
| 2015-2019           | Carlos Sampériz Enguita                           | PP      |         |
| 2019-2023           | Carlos Sampériz Enguita                           | PP      |         |

## Pessoas ilustres
Entre os filhos ilustres de Granyén destacam o jurista Felipe Marco y Oto (1641), o teólogo e arcediago da Catedral de Jaca Nicolás de Altabas, o monge da Ínclita Ordem de Malta Frei Pedro Carreras y Millera e o pintor Blasco de Grañén.

## Festas
- No 7 de janeiro comemora-se a festividade de São Julião, festa pequena de Grañén.
- O Dia dos Homens ou da Comunhão Pascal celebra-se no domingo seguinte de Páscoa, festa que tinha uma grande tradição no passado e que se recuperou recentemente.
- A festa patronal de Grañén ocorre no 25 de julho em honra de Santiago Apóstolo, padroeiro da localidade. A festa começa com o chupinazo da varanda dos paços do concelho e posterior parada de carros alegóricos. Um dos atos mais tradicionais e "a corrida do Frango", denominada "Memorial Valentín Rodellar" en honra dum dos melhores corredores de Aragão.

## Desportos

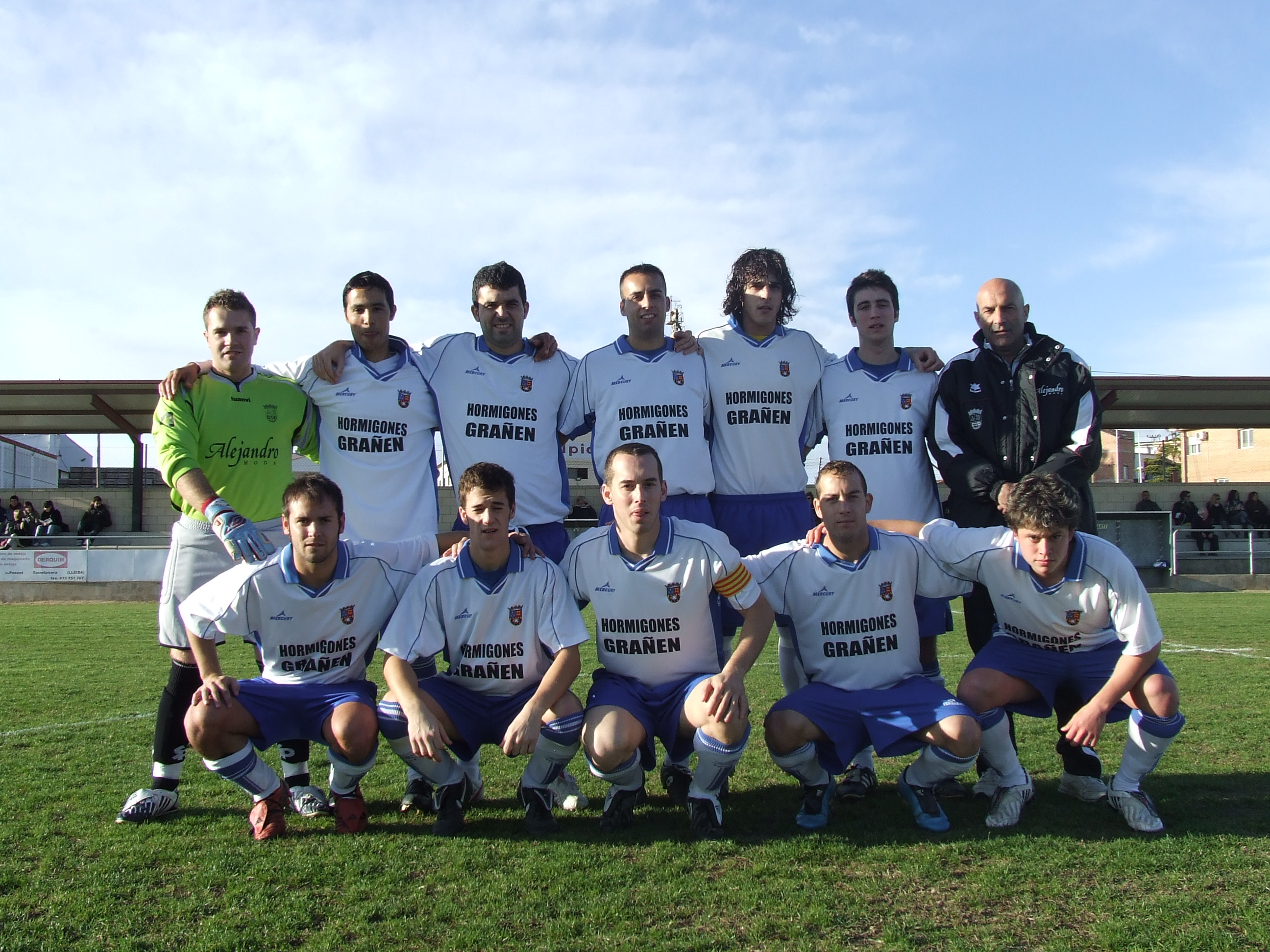
Jogadores do Club Deportivo Grañén em 2009.

- O futebol é representado pelo Club Deportivo Grañén.

## Geminação
Grañén está geminado com Capvern, uma comuna occitana no departamento francês de Altos Pirenéus.